# Belisário Fernandes da Silva Távora
Belisário Fernandes da Silva Távora (Jaguaribe-Mirim, 25 de maio de 1868 - Rio de Janeiro, 31 de julho de 1947) foi um advogado, delegado, tabelião e jornalista brasileiro.

## Biografia
Belisário nasceu em Jaguaribe-Mirim no dia 25 de maio de 1868, numa família de agricultores. Era filho de Antônio Fernandes da Silva e Idalina Alves de Lima. Ingressou no Curso Jurídico na Faculdade de Direito de Recife, onde obteve o grau de bacharel em 03 de novembro de 1892.
Logo se mudou para o Espírito Santo, onde exerceu a advocacia em Cachoeira do Itapemirim e fundou e dirigiu o jornal O Cachoeira.
Em 1897 decidiu se mudar para o Rio de Janeiro, onde foi nomeado delegado, iniciando o ofício na 7ª suburbana (Paquetá), e depois na 14ª urbana (São Cristóvão). Foi nomeado Juiz como suplente em 19 de agosto de 1907 no Distrito Federal, então localizado no Rio de Janeiro.
Entre 1910 e 1914 foi Chefe de Polícia, sua administração foi conhecida pela perseguição ao jogo e à prostituição. Era reconhecido por tentar moralizar os costumes da cidade, como quando proibiu os nus artísticos no teatro.
Ao sair da polícia, voltou a exercer a advocacia e assim presidiu o Centro Cearense, foi associado do Instituto da Ordem dos Advogados Brasileiros (IOAB) e serviu interinamente os cargos de 1º, 2º e 3º Procurador da República.
Em 1920, Belisário Távora foi candidato pelos partidos conservador, republicano e dos católicos, à presidência do Ceará, contando com apoio do padre Cícero e Dr. Floro Bartholomeu, mas não venceu. E foi também derrotado no Ceará, nas eleições para deputados em 1921.
Em 1941, foi exonerado do cargo de Tabelião do Quarto Oficio de Notas da Justiça do distrito Federal.
Aos 79 anos de idade, faleceu em 31 de julho de 1947 no Rio de Janeiro.

## Homenagens
- Miguel Maria de Serpa Lopes dedicou a Belisário as edições de sua principal obra, o Tratado dos Registros Públicos.[14]
- Elencado no livro enciclopédico 1001 Cearenses Notáveis, de Francisco Silva Nobre[15]